# Traité de Copenhague
- Suède
- Danemark-Norvège
- Province du Trøndelag (au nord) et île de Bornholm (au sud), conquêtes éphémères suédoises obtenues au traité de Roskilde en 1658, restituées respectivement à la Norvège et au Danemark

Traité de Roskilde Traité de Fontainebleau
Le traité de Copenhague est conclu le 27 mai 1660 (6 juin dans le calendrier grégorien) entre le royaume de Suède et le Danemark-Norvège dans la capitale danoise. Mettant fin définitivement à la première guerre du Nord entre les deux pays, il clôt la guerre dano-suédoise de 1658-1660, conflit local au sein de cette guerre impliquant plusieurs pays d'Europe du Nord. À la suite de la première partie du conflit dano-suédois, le traité de Roskilde avait permis à la Suède d'annexer de larges parts du territoire dano-norvégien. Mais le roi de Suède Charles X Gustave viole le traité et attaque son rival scandinave, le conflit prenant fin avec le traité de Copenhague.
Le traité fixe définitivement les frontières dano-suédoise (elle parcourra les détroits du Kattegat et de l'Øresund puis la mer Baltique entre la Scanie et l'île de Bornholm) et suédo-norvégienne. La Suède doit en effet restituer Bornholm au Danemark ainsi que la province de Trøndelag à la Norvège, ces deux régions ayant été éphémèrement conquises à la suite du traité de Roskilde.

## La deuxième guerre de Charles X Gustave
Le roi de Suède, Charles X Gustave, veut davantage que ce qu'offre le traité de Roskilde, conclu en février 1658.
 
Ainsi, à l'été 1658, il attaque de nouveau la capitale danoise, en utilisant ses troupes restées dans le Seeland, après le premier siège de la ville. 

Cependant, le 29 octobre 1658, à la bataille de l'Öresund, 41 navires hollandais dirigés par l'amiral Jacob van Wassenaer Obdam éloignent la flotte suédoise de 45 navires dirigée par Carl Gustaf Wrangel et lèvent son blocus, protégeant la ville par la mer.

Sur terre la ville résiste, défaisant le 11 février 1659 une tentative d'entrée en force commencée deux jours plus tôt.
 
En outre, l'armée suédoise, engagée dans d'autres sièges en Prusse et en Poméranie, voit des troupes autrichiennes et polonaises arriver en renfort de ses ennemis, pendant qu'au Jutland, les Danois et leurs alliés, dirigés par Ernst Albrecht von Eberstein, reprennent le dessus, et la forcent à battre en retraite.

Charles X Gustave part alors pour la Suède à la recherche de nouvelles troupes ; mais il meurt brusquement le 13 février 1660 à Göteborg ; son fils Charles XI, alors âgé de quatre ans, devient roi de Suède sous la régence de sa mère Hedwige Éléonore ; les négociations de paix peuvent alors s'entamer.

## Les dispositions du traité
Le 6 juin 1660, sous l'égide de l'Angleterre, représentée par Algernon Sidney, et de la France, représentée par Hugues de Terlon, un traité de paix est conclu entre la Suède et le Danemark de Frédéric III :
- le Danemark abandonne définitivement à la Suède la Scanie, le Bohuslän, le Blekinge et le Halland[2], qu'il avait cédés par le traité de Roskilde ;
- le roi de Danemark récupère l'île de Bornholm contre des terres appartenant à des nobles danois dans le sud de la Suède ex-danois nouvellement conquis[3] ;
- le Trøndelag -- la région de Trondheim en Norvège, cédé deux ans et demi plus tôt à la Suède par le traité de Roskilde revient à la Couronne du Danemark ;
- la Suède renonce à ses conquêtes au Danemark proprement dit ;
- elle doit accepter que des navires étrangers pénètrent dans la mer Baltique.

## Conséquences pour la politique intérieure du Danemark
Au Danemark, la noblesse affaiblie devient le bouc émissaire des pertes du royaume. Ainsi, par un coup d'État, le roi Frédéric III instaure une monarchie héréditaire et absolue.

## Sources
Histoire générale de la diplomatie européenne, Histoire de la diplomatie slave et scandinave, 1856 François Combes, E. Dentu Libraire-Éditeur, 424 pages (disponible sur gallica.bnf.fr)